# Abu Nasr Mansur
Abu Nasr Mansur ibn Ali ibn Irak, perzijski matematik in astronom, * (okoli) 970 (pred 973), verjetno Hiva, nekdanji Horezm ob Aralskem jezeru, pokrajina Veliki Horasan, sedaj Uzbekistan, † 1036, verjetno Gasna, afganistanski Gasnavid, danes Gazni, Afganistan.

## Življenje in delo
Mansur se je rodil v vladarski družini, ki je vladala na tistem območju in je bil princ. Napisal je veliko del. Najslavnejši je Šahovski Almagest (al-madžisti aš-šahi). Lahko rečemo, da je v trigonometrijo uvedel trikotnik. Veliko rezultatov je razvil na podlagi Ptolemajevega dela.
Dokazal je osvobodilni izrek ali zadostni, sposobni izrek, aš-šaklu-l-mukni, najprej za sferno, potem pa še za ravninsko trigonometrijo. Z njim je trigonometrijo osvobodil kroga in štirikotnika, dal ji je preprosti osnovnejši predmet, sestavljen le iz treh, namesto iz štirih točk. Aš-šaklu-l-mukni imenujemo danes sinusov izrek.
Ohranil je Menelajeva dela in ponovno predelal veliko grških izrekov.
Bil je al-Birunijev učitelj in skupaj sta ogromno prispevala k matematičnemu znanju.
Pisal je tudi o astronomiji.